# Anthony Greenwood
Arthur William James Anthony Greenwood, baron Greenwood (ur. 14 września 1911, zm. 12 kwietnia 1982) – brytyjski polityk, członek Partii Pracy, minister w rządach Harolda Wilsona.

## Życiorys
Był synem innego laburzystowskiego polityka, Arthura Greenwooda. W 1946 r. został wybrany do Izby Gmin jako reprezentant okręgu Heywood and Radcliffe. Od 1950 r. reprezentował okręg wyborczy Rossendale. W latach 1954–1960 był członkiem Narodowego Komitetu Wykonawczego. W 1957 r. został pierwszym przewodniczącym grupy Labour Friends of Israel.
W 1961 r. wystartował w wyborach na lidera partii. Uzyskał ponad 1/4 głosów laburzystowskich deputowanych, ale przegrał z Hugh Gaitskellem. Po wyborczym zwycięstwie Partii Pracy w 1964 r. został ministrem ds. kolonii. Od 1965 r. był ministrem ds. rozwoju zamorskiego. W latach 1966–1969 sprawował funkcję ministra budownictwa i samorządu lokalnego. W Izbie Gmin zasiadał do 1970 r. Następnie został kreowany parem dożywotnim jako baron Greenwood i zasiadł w Izbie Lordów.
Był członkiem założycielem Kampanii na rzecz Rozbrojenia Nuklearnego. Był żonaty z Gillian, miał z nią dwie córki, Susannę i Dinah.